# Meerbusch
Meerbusch er en by i Tyskland i delstaten Nordrhein-Westfalen med omkring 55.000 indbyggere. Byen ligger i kreisen Rhein-Kreis Neuss.

## Geografi
Byen ligger lige udenfor Düsseldorf nær Düsseldorf International Airport og Messe Düsseldorf. Andre nabobyer er Neuss, Krefeld, Duisburg, Kaarst og Willich.
Byen har været en selvstændig by siden 1970, da byen blev til ved at slå kommunerne Büderich, Osterath, Lank-Latum, Ossum-Bösinghoven, Strümp, Langst-Kierst, Nierst og Ilverich sammen.